# Washington Lencina
Washington Alfredo Lencina Cabrera (Montevideo, Uruguay, 13 de septiembre de 1992) es un futbolista uruguayo que se desempeña como mediocampista y actualmente milita en el Uruguay de Coronado de la Primera División de Costa Rica.